# تامبيري يونايتد
تامبيري يونايتد (بالفنلندية: Tampere United) نادي كرة قدم فنلندي يلعب في الدوري الفنلندي الممتاز، مقره في مدينة تامبيري. فاز بالدوي ثلاث مرات.
يوم 14 أبريل 2011 علقت النادي إلى أجل غير مسمى من قبل اتحاد كرة القدم الفنلندي لأنهم تلقوا أموالا من شركة مقرها في سنغافورة مشكوك فيها، ومعروفة بالمشاركة في تلاعب بنتائج مباريات، وبالتالي فقد تم إقصاءه من دوري الدرجة الأولى لموسم 2011.